# Liste der Monuments historiques in Lipsheim
Die Liste der Monuments historiques in Lipsheim führt die Monuments historiques in der französischen Gemeinde Lipsheim auf.

## Liste der Bauwerke
| Bezeichnung | Beschreibung                  | Standort                     | Kennzeichnung | Schutzstatus | Datum | Bild |
| ----------- | ----------------------------- | ---------------------------- | ------------- | ------------ | ----- | ---- |
| Kegelbahn   | in den 1930er Jahren angelegt | 30 impasse de la Gare (Lage) | PA67000072    | Inscrit      | 2007  |      |